# Young Israel
El Consell Nacional del Jove Israel (en anglès: National Council of Young Israel) (NCYI) o simplement Young Israel (en hebreu: ישראל הצעיר) és una organització jueva ortodoxa que compta amb una xarxa de sinagogues afiliades situades als Estats Units. L'organització Young Israel va ser fundada el 1912, per un grup de 15 joves jueus del Lower East Side de Manhattan. El seu objectiu era fer que el judaisme ortodox fos més rellevant per als joves jueus americans, en una època en la qual l'educació jueva era escassa, i la majoria de les institucions ortodoxes eren principalment de parla jiddisch, i estaven orientades a un públic jueu europeu i de major edat. Avui dia, l'organització Young Israel continua promovent la participació ortodoxa dels jueus nord-americans moderns, mentre que també advoca pels temes més rellevants per als seus membres, inclòs el suport a l'Estat sionista d'Israel i el sionisme religiós. L'organització Young Israel ofereix suport als presoners jueus.